# Koalicja Polska
Koalicja Polska (deutsch „Polnische Koalition“) ist ein politisches Bündnis in Polen. Sie wird von der Polskie Stronnictwo Ludowe (deutsch „Polnische Volkspartei“) angeführt.
Sie wurde 2019 gegründet. Bei den Parlamentswahlen 2019 belegte die Polnische Koalition den vierten Platz und gewann insgesamt 30 Sitze. Ihr Präsidentschaftskandidat für 2020 war Władysław Kosiniak-Kamysz, der in der ersten Runde den fünften Platz belegte. Die Koalition hält an den Prinzipien der Christdemokratie, des Konservatismus und des Agrarismus fest. Sie wurde als zentristisch und Mitte-rechts beschrieben.

## Geschichte

### Gründung und Parlamentswahl
Die Koalition wurde erstmals am 4. Februar 2019 auf einer Pressekonferenz als Zusammenschluss der Polnischen Volkspartei (PSL), der Union der Europäischen Demokraten (UED) und der Moderne (N) erwähnt. Bei den Wahlen zum Europäischen Parlament im Mai 2019 nahmen die PSL, die Modernen und UED an der Europäischen Koalition teil, der Mitte-Rechts-, Mitte- und Mitte-Links-Parteien angehörten.
Der Generalrat der PSL beschloss am 1. Juni desselben Jahres, die Polnische Koalition, eine Mitte-Rechts-Koalition, zu bilden. Der Wunsch nach einer Koalition wurde zuerst von der Liga Polnischer Familien (LPR) und der UED erklärt. Die PSL führte auch Gespräche mit Kukiz’15, mit Prawica Rzeczypospolitej und der Bezpartyjni Samorządowcy und lud die Bürgerplattform (PO) ein.
Die parlamentarische Fraktion PSL-UED änderte am 4. Juli 2019 ihren Namen in PSL-Koalicja Polska und wurde von ehemaligen Mitgliedern der PO (Marek Biernacki und Jacek Tomczak) und von den Modernen (Radosław Lubczyk) unterstützt. Zwei Tage später verkündete der Generalrat der PSL, dass ein Bündnis mit der PO eine Priorität der Koalition sei. Władysław Kosiniak-Kamysz bestätigte die Zusammenarbeit der UED.
Am 23. Juli bestätigte Piotr Zgorzelski von der PSL, dass die Allianz der Demokraten und die Arbeiterpartei Teil der Koalition seien und die Gespräche mit Kukiz’15 und dem Verband der überparteilichen Kommunalverwaltungen herzlich seien und bald abgeschlossen würden. Eine Woche später bestätigte Marek Sawicki, dass der Bund katholischer Familien der Koalition beigetreten sei.
Die Partei Ślonzoki Razem und die Stowarzyszenie Jurajsko-Śląskie Dom Europejski sind der Koalition am 5. August 2019 beigetreten. Drei Tage später trat Kukiz’15 der Koalition bei. Je ein Mitglied der Bürgerplattform und der Liga Polnischer Familien (LPR) stand ebenfalls auf der PSL-Liste, obwohl diese Parteien nicht der Koalition angehörten.
Bei der Parlamentswahl 2019 erhielt die PSL 8,6 Prozent der Stimmen; eine Verbesserung gegenüber der Parlamentswahl 2015. Die Koalition gewann 30 Sitze im Sejm: 20 von der PSL, sechs von Kukiz’15, einen von der UED und drei unabhängige. Sie gewann auch drei Senatoren: zwei von der PSL und einen von der UED.

### Koalition seit Ende 2019
Władysław Kosiniak-Kamysz von der PSL wurde Kandidat der Koalition für die Präsidentschaftswahlen 2020. Er erhielt 459.365 Stimmen, was 2,4 % entsprach, und belegte den fünften Platz unter elf Kandidaten.
Am 26. November 2020 beendete der Generalrat der PSL die Koalition mit Kukiz’15, nachdem 5 von 6 Abgeordneten von K'15 für das Veto der Regierung gegen den europäischen Haushalt gestimmt hatten. Die parlamentarische Fraktion hat ihren Namen in Polnische Koalition - PSL, UED, Konservative geändert.
5 Politiker von Kukiz’15 mit Paweł Kukiz haben ihre eigene Fraktion im Parlament gebildet, Agnieszka Ścigaj wurde unabhängige Abgeordnete. Sie trat der PSL-Fraktion bei, trat aber später aus dieser Fraktion aus und wurde parteilose Abgeordnete.
Im Jahr 2021 begann die Polnische Koalition eine inoffizielle Zusammenarbeit mit Polskie Sprawy sowie Porozumienie und beschloss, mit Polen 2050 und konservativeren lokalen Aktivisten der Bürgerplattform über Möglichkeiten zur Schaffung einer politischen Mitte-Rechts-Fraktion in Polen zu sprechen.

## Zusammensetzung
| Name | Kürzel     | Ideologie                                      | Position                | Vorsitzende/r             |
| Mitglieder | Mitglieder | Mitglieder                                     | Mitglieder              | Mitglieder                |
| --- | ---------- | ---------------------------------------------- | ----------------------- | ------------------------- |
| Polnische Volkspartei polnisch: Polskie Stronnictwo Ludowe                                                              | PSL        | Christdemokratie, Konservatismus, Agrarpolitik | Mitte bis Mitte-rechts  | Władysław Kosiniak-Kamysz |
| Union der Europäischen Demokraten polnisch: Unia Europejskich Demokratów                                                | UED        | Sozialliberalismus                             | Mitte                   | Elżbieta Bińczycka        |
| Allianz der Demokraten polnisch: Stronnictwo Demokratyczne                                                              | SD         | Liberalismus                                   | Mitte                   | Paweł Piskorski           |
| Schlesier zusammen polnisch: Ślązacy razem                                                                              | SR         | Schlesische Autonomie                          | Mitte                   | Leon Swaczyna             |
| Polen braucht uns polnisch: Polska nas potrzebuje                                                                       | PNP        | Nationalliberalismus                           | Mitte-rechts            | Dariusz Grabowski         |
| Ein Polen polnisch: A Polska                                                                                            | AP         | Sozialliberalismus                             | Mitte-links             | Włodzimierz Zydorczak     |
| unterstützende Parteien                                                                                                 |            |                                                |                         |                           |
| Polnischer Verband der Vereinigungen katholischer Familien polnisch: Polska Federacja Stowarzyszenia Rodzin Katolickich | PFSRK      | Politischer Katholizismus                      | Rechts                  | Kazimierz Kapera          |
| Jurassisch-Schlesische Vereinigung: Europäisches Zuhause polnisch: Związek jurajsko-śląski: Europejski Dom              | ZJSED      | Regionalismus                                  | Mitte-links             | Janusz Żakowski           |
| Unabhängige |            |                                                |                         |                           |
| Marek Biernacki (ursprünglich: PO) Jacek Tomczak (ursprünglich: PO) Radosław Lubczyk (ursprünglich: Modernen)           |            |                                                |                         |                           |
| Ehemalige Mitglieder |            |                                                |                         |                           |
| Kukiz’15 | K'15       | Rechtspopulismus                               | Mitte-rechts bis Rechts | Paweł Kukiz               |